# Bambolina/Nemmeno una lacrima
Bambolina / Nemmeno una lacrima è il sesto singolo su 7" de i Corvi pubblicato nel 1967 dalla Bluebell Records. Il brano del lato A era il rifacimento in italiano di Any Day Now di Burt Bacharach.

## Tracce
Lato A
1. Bambolina (testo: Panesis – musica: Burt Bacharach, Bob Hilliard)

Lato B
1. Nemmeno una lacrima (Bruno Pallesi, Gualtiero Malgoni)